# Lúcio Ferreira de Azevedo
Lúcio Ferreira de Azevedo (Porto,  08 de Agosto de 1935 - Niterói, 22 de Abril de 2021) foi um Português que imigrou para o Rio de Janeiro no ano de 1952, Sr. Lúcio era um Cônsul Honorário de Portugal em Niterói, além de várias outras áreas onde trabalhou e liderou.
Lúcio, filho de Antônio de Azevedo Baião e Alzira Ferreira, nasceu em Cedofeita, na cidade do Porto em Portugal, porém viveu sua infância inteira em Carneiro, Amarante após o falecimento de sua mãe.
O próprio imigrou aos seus aproximados 16-18 anos de idade para o Rio de Janeiro, em busca de uma nova condição de vida, onde viveu até o dia de seu falecimento, no dia 22 de Abril de 2021 causadas por um câncer, cuja data é lembrada por seus familiares como uma perda imensa.
Lúcio era um grande líder do comércio de Niterói, sempre junto de sua Esposa Leda Madeira Ignáccio, uma Luso-Brasileira.
Sozinho Criou e Organizou a Loja Lucius no início de sua carreira, posteriormente se tornou NovaLucius. Já em 1975, tornou-se membro do Lions Clube de Niterói, em São Francisco, ocupando diversos cargos. Lúcio Ferreira de Azevedo sempre esteve ativo na comunidade de Niterói, revitalizando o Clube de Ligações da Comunidade Luso-Brasileira. Ao longo das últimas décadas, Lúcio Ferreira de Azevedo desempenhou funções de destaque em instituições luso-brasileiras, como a presidência do Centro da Comunidade Luso-Brasileira do Estado do Rio de Janeiro e a presidência da vice-presidência da Sociedade Portuguesa de Beneficência de Niterói. Além disso, ocupou a 1ª vice-presidência do Clube Português de Niterói.
Ele também atuou como conselheiro na Federação das Associações Portuguesas e Luso-Brasileiras do Estado do Rio de Janeiro e na Câmara de Dirigentes Lojistas de Niterói. Além disso, recebeu inúmeras honrarias, como o título de Cidadão Honorário Niteroiense, concedido pela Câmara Municipal de Niterói, em 1984; o Diploma de Honra ao Mérito, entregue pelo Rotary Internacional Clube da Região Oceânica de Niterói, em 1990; a Insígnia da Nau Fenícia, conferida pela Confederação Nacional de Dirigentes Lojistas, em 1992; um Certificado de Reconhecimento por suas qualidades meritórias e dedicação em prol do Lar da Criança, conferido pelo Arcebispo de Niterói, Dom Carlos Alberto Navarro, em 1992; entre outros.
Em 30 de junho de 1999, foi nomeado Cônsul Honorário de Portugal em Niterói pelo Ministro de Estado das Comunidades Portuguesas. Este ato foi publicado no Diário da República Portuguesa em 20 de agosto de 1999, e ele assumiu o cargo no consulado em 10 de fevereiro de 2000.

Sr. Lúcio com sua esposa Lêda deixou 2 filhos, 5 netos e 3 bisnetos
1. ↑  Monteiro, Gilson (22 de abril de 2021). «Colônia lusitana perde ex-cônsul honorário de Portugal em Niterói - Coluna do Gilson». colunadogilson.com.br. Consultado em 22 de agosto de 2023